# Sidra Bazar
Sidra Bazar fou un estat tributari protegit de l'agència de Mahi Kantha a la presidència de Bombai. Estava format per un sol poble, amb 1.683 habitants el 1901. Els seus ingressos eren de 5.620 rúpies. Estava exempt de tributació.